# Tierra de rufianes
Tierra de rufianes es una serie de animación argentina, de ocho capítulos con 11 minutos de duración cada uno, de formato televisivo y web. Fue creada y dirigida por Federico Moreno Breser.
Es un policial negro situado en los años veinte, en la ciudad de Rosario, Argentina. Fue inspirada en hechos reales y cuenta la historia de tres personajes, que gira alrededor del crimen organizado y la trata de blancas, controlado por una organización llamada La Varsovia, años después conocida como Zwi Migdal.
La serie fue realizada debido al financiamiento del Fomento Nacional para desarrollo de series animadas, otorgado por el Instituto Nacional de Cine y Artes Audiovisuales (INCAA) en el año 2015.

## Sinopsis
En Rosario, Argentina, en los años 20, existe una organización llamada La Varsovia, que controla el crimen organizado y la red de trata de blancas en la ciudad.
Ian Abramov es el hijo de uno de los líderes de La Varsovia, y cuando su padre es asesinado, es criado por su tío León para años más tarde convertirse, junto con su primo Aron, en parte de la organización. Más adelante descubre que fue engañado por su tío, por lo que jura venganza y proteger a Magdalena Silko, una prostituta de la cual se enamora.
Rocco Falco es un excirujano que debido a su adicción a la morfina, pierde a su familia y le queda sólo un trabajo como periodista. Rocco se enamora de Ana, una prostituta que desea escapar, pero debido a su adicción Rocco la deja antes de escapar juntos. Cuando Rocco descubre que La Varsovia asesinó a Ana, se propone vengarse de quienes la mataron y desmantelar la organización, y en su camino conoce a Ian, quien será su aliado.

## Personajes

### Principales
- Ian Abramov (Pablo Rago): Rufián parte de la mafia La Varsovia. Hijo de Emil Abramov y sobrino de León Abramov. Descubre la verdad sobre la muerte de su padre y planea vengarse. Conoce a Rocco y se convierte en su informante. Se enamora de una prostituta llamada Magdalena.
- Rocco Falco (Alejandro Awada): Excirujano. Perdió todo debido a su adicción a las drogas. Se dedica al periodismo en un diario de la ciudad llamado La Equidad, y a las peleas clandestinas. Se enamora de Ana, quien es asesinada por La Varsovia. Al descubrir esto, planea destruir la organización para lo que cuenta con la ayuda de Ian.
- Magdalena Silko (Julieta Ortega): Prostituta encubierta. Hermana de Ana. Se deja capturar en la red de trata de blancas y engaña a Ian, quien se enamora de ella, para cobrar venganza por la muerte de su hermana.

### Secundarios
- León Abramov: Tío de Ian y cabeza principal de La Varsovia. Traicionó a su hermano y quiere matar a Ian.
- Emil Abramov: Padre de Ian. Fanático de las carreras de caballos. Líder de La Varsovia junto con León, hasta que día es asesinado por enviados de su propio hermano.
- Aron Abramov: Hijo de León. Se formó junto a Ian para pertenecer a La Varsovia. Asesino brutal. Traiciona a Ian dándole información a León.
- Ana Silko: Prostituta de la cual se enamora Rocco. Quiere escapar del prostíbulo pero es asesinada por La Varsovia en su intento de escape.
- Raquel Liberman: Mujer que logra escapar del prostíbulo. Es ayudada por Rocco e Ian para dar su testimonio y destruir La Varsovia.
- Vicente: Jockey de carreras de confianza de Emil. Lo traiciona por dinero y sumido en la culpa y miseria, años más tarde le cuenta la verdad a Ian.
- Vladimir Dovkin: Enviado por León Abramov para asesinar a Emil Abramov.
- Ladislao Mazurkiewcz: Referente de lucha contra la trata de mujeres. Se pone en contacto con Rocco Falco para proteger a Raquel Liberman y desmantelar la mafia de La Varsovia.

## Producción
La serie fue realizada en un plazo de 5 meses y supera los 90 minutos de animación. Contó con seis dibujantes, cuatro ilustradores, y tres animadores. 
Los títulos de apertura contienen imágenes de archivo conformados por fotografías reales, mapas y artículos de diarios de la época y el lugar en la cual está ubicada la historia.
La serie recurrió al motion comic con una animación basada en viñetas, utilizando la técnica de animación con recortes o cut-out digital. Los escenarios y personajes están construidos digitalmente. El uso de una escala de grises, y el trabajo de iluminación, realzan el dramatismo de las escenas y a los personajes, evocando en esencia a una novela gráfica.
La historia es contada por tres personajes principales en voz en off, mientras que los demás personajes nunca son escuchados. La serie cuenta con música original creada por Javier Zacharias.

## Difusión
La serie se difundió a través de Internet; se puede ver completa y de forma gratuita en CINE.AR y FlipZone. El tráiler está disponible en la cuenta de Vimeo de Mcfly Studio e Idealismo Contenidos.

## Premios y nominaciones

### Premios
- Festival de Cine Latinoamericano de Rosario 2016 en categoría Mejor animación.
- Concurso Nacional de Series de Animación 2015 del INCAA.[1]
- Festival Internacional Expotoons de Buenos Aires 2015 en categoría Series de TV Argentina, y Primera mención del jurado Series TV.

### Nominaciones
- Río WebFest de Brasil 2017 en categoría Mejor Animación y Mejor Soundtrack.
- Premios Cóndor de Plata 2017 en categoría Mejor Audiovisual para Plataformas Digitales.